# Eagles/Diskografie
Diese Diskografie ist eine Übersicht über die musikalischen Werke der US-amerikanischen Country-Rock-Band Eagles. Den Quellenangaben und Schallplattenauszeichnungen zufolge hat sie bisher mehr als 159,8 Millionen Tonträger verkauft, davon alleine in ihrer Heimat über 129,9 Millionen, damit zählt sie zu den Interpreten mit den meisten verkauften Tonträgern weltweit. Ihre erfolgreichste Veröffentlichung ist die Kompilation Their Greatest Hits (1971–1975) mit mehr als 41,1 Millionen verkauften Einheiten.

## Alben

### Studioalben
| Jahr | Titel Musiklabel                         | Höchstplatzierung, Gesamtwochen, AuszeichnungChartplatzierungen (Jahr, Titel, Musiklabel, Platzierungen, Wochen, Auszeichnungen, Anmerkungen) | Höchstplatzierung, Gesamtwochen, AuszeichnungChartplatzierungen (Jahr, Titel, Musiklabel, Platzierungen, Wochen, Auszeichnungen, Anmerkungen) | Höchstplatzierung, Gesamtwochen, AuszeichnungChartplatzierungen (Jahr, Titel, Musiklabel, Platzierungen, Wochen, Auszeichnungen, Anmerkungen) | Höchstplatzierung, Gesamtwochen, AuszeichnungChartplatzierungen (Jahr, Titel, Musiklabel, Platzierungen, Wochen, Auszeichnungen, Anmerkungen) | Höchstplatzierung, Gesamtwochen, AuszeichnungChartplatzierungen (Jahr, Titel, Musiklabel, Platzierungen, Wochen, Auszeichnungen, Anmerkungen) | Anmerkungen                                                    |
| Jahr | Titel Musiklabel                         | DE | AT | CH | UK | US | Anmerkungen                                                    |
| ---- | ---------------------------------------- | --- | --- | --- | --- | --- | -------------------------------------------------------------- |
| 1972 | Eagles Asylum Records (WMG)              | — | — | — | UK— SilberUK | US22 Platin · (49 Wo.)US | Erstveröffentlichung: 17. Juni 1972 Verkäufe: + 1.000.000      |
| 1973 | Desperado Asylum Records (WMG)           | — | — | — | UK39 Silber · (9 Wo.)UK | US41 ×2Doppelplatin · (70 Wo.)US | Erstveröffentlichung: 17. April 1973 Verkäufe: + 2.080.000     |
| 1974 | On the Border Asylum Records (WMG)       | — | — | — | UK28 Silber · (9 Wo.)UK | US17 ×2Doppelplatin · (87 Wo.)US | Erstveröffentlichung: 22. März 1974 Verkäufe: + 2.000.000      |
| 1975 | One of These Nights Asylum Records (WMG) | DE49 (4 Wo.)DE | — | — | UK8 Platin · (43 Wo.)UK | US1 ×4Vierfachplatin · (56 Wo.)US | Erstveröffentlichung: 10. Juni 1975 Verkäufe: + 4.520.000      |
| 1976 | Hotel California Asylum Records (WMG)    | DE3 Platin · (54 Wo.)DE | AT9 Gold · (24 Wo.)AT | CH99 ×2Doppelplatin · (1 Wo.)CH | UK2 ×6Sechsfachplatin · (85 Wo.)UK | US1 ×2×6Doppeldiamant + Sechsfachplatin · (158 Wo.)US                                                                                         | Erstveröffentlichung: 8. Dezember 1976 Verkäufe: + 32.020.933  |
| 1979 | The Long Run Asylum Records (WMG)        | DE20 (23 Wo.)DE | — | CH— GoldCH | UK4 Gold · (16 Wo.)UK | US1 ×7Siebenfachplatin · (57 Wo.)US | Erstveröffentlichung: 24. September 1979 Verkäufe: + 7.785.000 |
| 2007 | Long Road Out of Eden Selbstverlag (UMG) | DE2 Gold · (19 Wo.)DE | AT2 Platin · (14 Wo.)AT | CH2 Gold · (14 Wo.)CH | UK1 ×2Doppelplatin · (30 Wo.)UK | US1 ×7Siebenfachplatin · (75 Wo.)US | Erstveröffentlichung: 30. Oktober 2007 Verkäufe: + 8.285.000   |

grau schraffiert: keine Chartdaten aus diesem Jahr verfügbar

### Livealben
| Jahr | Titel Musiklabel                               | Höchstplatzierung, Gesamtwochen, AuszeichnungChartplatzierungen (Jahr, Titel, Musiklabel, Platzierungen, Wochen, Auszeichnungen, Anmerkungen) | Höchstplatzierung, Gesamtwochen, AuszeichnungChartplatzierungen (Jahr, Titel, Musiklabel, Platzierungen, Wochen, Auszeichnungen, Anmerkungen) | Höchstplatzierung, Gesamtwochen, AuszeichnungChartplatzierungen (Jahr, Titel, Musiklabel, Platzierungen, Wochen, Auszeichnungen, Anmerkungen) | Höchstplatzierung, Gesamtwochen, AuszeichnungChartplatzierungen (Jahr, Titel, Musiklabel, Platzierungen, Wochen, Auszeichnungen, Anmerkungen) | Höchstplatzierung, Gesamtwochen, AuszeichnungChartplatzierungen (Jahr, Titel, Musiklabel, Platzierungen, Wochen, Auszeichnungen, Anmerkungen) | Anmerkungen                                                   |
| Jahr | Titel Musiklabel                               | DE | AT | CH | UK | US | Anmerkungen                                                   |
| ---- | ---------------------------------------------- | --- | --- | --- | --- | --- | ------------------------------------------------------------- |
| 1980 | Eagles Live Asylum Records (WMG)               | DE55 (6 Wo.)DE | — | — | UK24 Gold · (13 Wo.)UK | US6 ×7Siebenfachplatin · (26 Wo.)US | Erstveröffentlichung: 7. November 1980 Verkäufe: + 7.280.000  |
| 1994 | Hell Freezes Over Geffen Records (WMG)         | DE26 Gold · (24 Wo.)DE | AT24 (8 Wo.)AT | CH26 (12 Wo.)CH | UK18 Platin · (26 Wo.)UK | US1 ×9Neunfachplatin · (115 Wo.)US | Erstveröffentlichung: 8. November 1994 Verkäufe: + 11.250.000 |
| 2020 | Live from the Forum MMXVIII Selbstverlag (WMG) | DE7 (6 Wo.)DE | AT12 (2 Wo.)AT | CH4 (3 Wo.)CH | UK26 (1 Wo.)UK | US16 (2 Wo.)US | Erstveröffentlichung: 16. Oktober 2020                        |

grau schraffiert: keine Chartdaten aus diesem Jahr verfügbar

### Kompilationen
| Jahr | Titel Musiklabel                                                                 | Höchstplatzierung, Gesamtwochen, AuszeichnungChartplatzierungen (Jahr, Titel, Musiklabel, Platzierungen, Wochen, Auszeichnungen, Anmerkungen) | Höchstplatzierung, Gesamtwochen, AuszeichnungChartplatzierungen (Jahr, Titel, Musiklabel, Platzierungen, Wochen, Auszeichnungen, Anmerkungen) | Höchstplatzierung, Gesamtwochen, AuszeichnungChartplatzierungen (Jahr, Titel, Musiklabel, Platzierungen, Wochen, Auszeichnungen, Anmerkungen) | Höchstplatzierung, Gesamtwochen, AuszeichnungChartplatzierungen (Jahr, Titel, Musiklabel, Platzierungen, Wochen, Auszeichnungen, Anmerkungen) | Höchstplatzierung, Gesamtwochen, AuszeichnungChartplatzierungen (Jahr, Titel, Musiklabel, Platzierungen, Wochen, Auszeichnungen, Anmerkungen) | Anmerkungen                                                    |
| Jahr | Titel Musiklabel                                                                 | DE | AT | CH | UK | US | Anmerkungen                                                    |
| ---- | -------------------------------------------------------------------------------- | --- | --- | --- | --- | --- | -------------------------------------------------------------- |
| 1976 | Their Greatest Hits (1971–1975) Asylum Records (WMG)                             | — | — | — | UK2 Platin · (118 Wo.)UK | US1 ×3×8Dreifachdiamant + Achtfachplatin · (464 Wo.)US                                                                                        | Erstveröffentlichung: 17. Februar 1976 Verkäufe: + 41.100.000  |
| 1982 | Eagles Greatest Hits, Vol. 2 Asylum Records (WMG)                                | — | — | — | — | US52 Diamant + Platin · (18 Wo.)US | Erstveröffentlichung: 13. November 1982 Verkäufe: + 11.265.000 |
| 1985 | The Best of Eagles Asylum Records (WMG)                                          | DE56 (4 Wo.)DE | — | CH— GoldCH | UK8 ×4Vierfachplatin · (73 Wo.)UK | — | Erstveröffentlichung: Mai 1985 Verkäufe: + 1.639.526           |
| 1988 | The Legend of Eagles Asylum Records (WMG)                                        | — | — | — | — | — | Erstveröffentlichung: 1988                                     |
| 1994 | The Very Best of the Eagles Elektra Records (WMG)                                | DE20 Gold · (31 Wo.)DE | — | CH9 Gold · (25 Wo.)CH | UK3 Platin · (… Wo.)UK | — | Erstveröffentlichung: 11. Juli 1994 Verkäufe: + 3.190.307      |
| 2003 | The Very Best of auch bekannt als: The Complete Greatest Hits Warner Music (WMG) | DE56 (2 Wo.)DE | AT43 (3 Wo.)AT | CH71 (3 Wo.)CH | UK9 ×2Doppelplatin · (86 Wo.)UK | US3 ×5Fünffachplatin · (223 Wo.)US | Erstveröffentlichung: 20. Oktober 2003 Verkäufe: + 6.195.000   |
| 2024 | To the Limit: The Essential Collection Warner Music (WMG)                        | DE52 (1 Wo.)DE | — | CH16 (1 Wo.)CH | UK43 (2 Wo.)UK | US30 (… Wo.)US | Erstveröffentlichung: 12. April 2024 Verkäufe: + 15.000        |

grau schraffiert: keine Chartdaten aus diesem Jahr verfügbar

## Singles
| Jahr | Titel Album                                  | Höchstplatzierung, Gesamtwochen, AuszeichnungChartplatzierungen (Jahr, Titel, Album, Platzierungen, Wochen, Auszeichnungen, Anmerkungen) | Höchstplatzierung, Gesamtwochen, AuszeichnungChartplatzierungen (Jahr, Titel, Album, Platzierungen, Wochen, Auszeichnungen, Anmerkungen) | Höchstplatzierung, Gesamtwochen, AuszeichnungChartplatzierungen (Jahr, Titel, Album, Platzierungen, Wochen, Auszeichnungen, Anmerkungen) | Höchstplatzierung, Gesamtwochen, AuszeichnungChartplatzierungen (Jahr, Titel, Album, Platzierungen, Wochen, Auszeichnungen, Anmerkungen) | Höchstplatzierung, Gesamtwochen, AuszeichnungChartplatzierungen (Jahr, Titel, Album, Platzierungen, Wochen, Auszeichnungen, Anmerkungen) | Anmerkungen                                                    |
| Jahr | Titel Album                                  | DE | AT | CH | UK | US | Anmerkungen                                                    |
| ---- | -------------------------------------------- | --- | --- | --- | --- | --- | -------------------------------------------------------------- |
| 1972 | Take It Easy Eagles                          | — | — | — | UK— PlatinUK | US12 (11 Wo.)US | Erstveröffentlichung: 1. Mai 1972                              |
| 1972 | Witchy Woman Eagles                          | — | — | — | — | US9 (13 Wo.)US | Erstveröffentlichung: August 1972                              |
| 1972 | Peaceful Easy Feeling Eagles                 | — | — | — | UK— SilberUK | US22 (12 Wo.)US | Erstveröffentlichung: 1. Dezember 1972                         |
| 1973 | Tequila Sunrise Desperado                    | — | — | — | UK— SilberUK | US64 (8 Wo.)US | Erstveröffentlichung: 17. April 1973                           |
| 1973 | Outlaw Man Desperado                         | — | — | — | — | US59 (8 Wo.)US | Erstveröffentlichung: 6. August 1973                           |
| 1973 | Desperado                                    | — | — | — | UK— GoldUK | — | Erstveröffentlichung: 27. Dezember 1973                        |
| 1974 | Already Gone On the Border                   | — | — | — | — | US32 (15 Wo.)US | Erstveröffentlichung: 19. April 1974                           |
| 1974 | James Dean On the Border                     | — | — | — | — | US77 (5 Wo.)US | Erstveröffentlichung: 14. August 1974                          |
| 1974 | Best of My Love On the Border                | — | — | — | — | US1 (19 Wo.)US | Erstveröffentlichung: 5. November 1974                         |
| 1975 | One of These Nights                          | — | — | — | UK23 Silber · (7 Wo.)UK | US1 (17 Wo.)US | Erstveröffentlichung: 19. Mai 1975 Verkäufe: + 290.000         |
| 1975 | Lyin’ Eyes One of These Nights               | — | — | — | UK23 Gold · (7 Wo.)UK | US2 (14 Wo.)US | Erstveröffentlichung: 7. September 1975 Verkäufe: + 430.000    |
| 1975 | Take It to the Limit One of These Nights     | — | — | — | UK12 Silber · (7 Wo.)UK | US4 (23 Wo.)US | Erstveröffentlichung: 15. November 1975 Verkäufe: + 230.000    |
| 1976 | New Kid in Town Hotel California             | DE44 (1 Wo.)DE | — | — | UK20 Silber · (7 Wo.)UK | US1 Gold · (15 Wo.)US | Erstveröffentlichung: 7. Dezember 1976 Verkäufe: + 5.200.000   |
| 1977 | Hotel California                             | DE6 (24 Wo.)DE | AT13 (8 Wo.)AT | CH2 (12 Wo.)CH | UK8 ×4Vierfachplatin · (14 Wo.)UK | US1 Gold + Platin · (19 Wo.)US | Erstveröffentlichung: 22. Februar 1977 Verkäufe: + 7.400.000   |
| 1977 | Life in the Fast Lane Hotel California       | — | — | — | UK— SilberUK | US11 (14 Wo.)US | Erstveröffentlichung: 3. Mai 1977 Verkäufe: + 260.000          |
| 1978 | Please Come Home for Christmas –             | DE28 (18 Wo.)DE | AT33 (14 Wo.)AT | CH37 (6 Wo.)CH | UK30 Silber · (8 Wo.)UK | US18 (17 Wo.)US | Erstveröffentlichung: 27. November 1978 Verkäufe: + 230.000    |
| 1979 | Heartache Tonight The Long Run               | — | — | CH10 (6 Wo.)CH | UK40 (5 Wo.)UK | US1 Gold · (15 Wo.)US | Erstveröffentlichung: 18. September 1979 Verkäufe: + 1.000.000 |
| 1979 | The Long Run                                 | — | — | — | UK66 (2 Wo.)UK | US8 (15 Wo.)US | Erstveröffentlichung: 27. November 1979                        |
| 1980 | I Can’t Tell You Why The Long Run            | — | — | — | — | US8 (16 Wo.)US | Erstveröffentlichung: 8. Februar 1980                          |
| 1980 | The Greeks Don’t Want No Freaks The Long Run | — | — | — | — | — | Erstveröffentlichung: 1. März 1980                             |
| 1980 | The Sad Cafe The Long Run                    | — | — | — | — | — | Erstveröffentlichung: 13. Juni 1980                            |
| 1980 | Seven Bridges Road (Live) Eagles Live        | — | — | — | — | US21 (14 Wo.)US | Erstveröffentlichung: 15. Dezember 1980                        |
| 1981 | The Long Run (Live) Eagles Live              | — | — | — | — | — | Erstveröffentlichung: 3. Februar 1981                          |
| 1981 | Take It To The Limit (Live) Eagles Live      | — | — | — | — | — | Erstveröffentlichung: 26. April 1981                           |
| 1994 | Get Over It Hell Freezes Over                | DE55 (11 Wo.)DE | — | — | — | US31 (14 Wo.)US | Erstveröffentlichung: 18. Oktober 1994                         |
| 1994 | Learn to Be Still Hell Freezes Over          | DE79 (5 Wo.)DE | — | — | — | — | Erstveröffentlichung: November 1994                            |
| 1995 | Love Will Keep Us Alive Hell Freezes Over    | — | — | — | UK52 (2 Wo.)UK | — | Erstveröffentlichung: März 1995                                |
| 2003 | Hole in the World The Very Best Of           | — | — | — | UK69 (4 Wo.)UK | US69 (14 Wo.)US | Erstveröffentlichung: 15. Juli 2003                            |

grau schraffiert: keine Chartdaten aus diesem Jahr verfügbar

## Videoalben
| Jahr | Titel                               | Höchstplatzierung, Gesamtwochen, AuszeichnungChartplatzierungen (Jahr, Titel, Platzierungen, Wochen, Auszeichnungen, Anmerkungen) | Höchstplatzierung, Gesamtwochen, AuszeichnungChartplatzierungen (Jahr, Titel, Platzierungen, Wochen, Auszeichnungen, Anmerkungen) | Höchstplatzierung, Gesamtwochen, AuszeichnungChartplatzierungen (Jahr, Titel, Platzierungen, Wochen, Auszeichnungen, Anmerkungen) | Höchstplatzierung, Gesamtwochen, AuszeichnungChartplatzierungen (Jahr, Titel, Platzierungen, Wochen, Auszeichnungen, Anmerkungen) | Höchstplatzierung, Gesamtwochen, AuszeichnungChartplatzierungen (Jahr, Titel, Platzierungen, Wochen, Auszeichnungen, Anmerkungen) | Anmerkungen                                               |
| Jahr | Titel                               | DE | AT | CH | UK | US | Anmerkungen                                               |
| ---- | ----------------------------------- | --- | --- | --- | --- | --- | --------------------------------------------------------- |
| 2005 | Farewell 1 Tour-Live from Melbourne | DE42 a ×3Dreifachgold · (8 Wo.)DE                                                                                                 | — | CH4 (2 Wo.)CH | UK1 ×2Doppelplatin · (119 Wo.)UK                                                                                                  | US— ×3030-fach-PlatinUS | Erstveröffentlichung: 14. Juni 2005 Verkäufe: + 3.520.000 |
| 2013 | History of The Eagles               | — | — | CH1 (15 Wo.)CH | UK1 (72 Wo.)UK | — | Erstveröffentlichung: 26. April 2013                      |

## Boxsets
| Jahr | Titel Musiklabel                                        | Höchstplatzierung, Gesamtwochen, AuszeichnungChartplatzierungen (Jahr, Titel, Musiklabel, Platzierungen, Wochen, Auszeichnungen, Anmerkungen) | Höchstplatzierung, Gesamtwochen, AuszeichnungChartplatzierungen (Jahr, Titel, Musiklabel, Platzierungen, Wochen, Auszeichnungen, Anmerkungen) | Höchstplatzierung, Gesamtwochen, AuszeichnungChartplatzierungen (Jahr, Titel, Musiklabel, Platzierungen, Wochen, Auszeichnungen, Anmerkungen) | Höchstplatzierung, Gesamtwochen, AuszeichnungChartplatzierungen (Jahr, Titel, Musiklabel, Platzierungen, Wochen, Auszeichnungen, Anmerkungen) | Höchstplatzierung, Gesamtwochen, AuszeichnungChartplatzierungen (Jahr, Titel, Musiklabel, Platzierungen, Wochen, Auszeichnungen, Anmerkungen) | Anmerkungen |
| Jahr | Titel Musiklabel                                        | DE | AT | CH | UK | US | Anmerkungen |
| ---- | ------------------------------------------------------- | --- | --- | --- | --- | --- | --- |
| 2000 | Selected Works: 1972–1999 Elektra Records (WMG)         | — | — | — | UK28 Gold · (44 Wo.)UK | US109 Platin · (10 Wo.)US | Erstveröffentlichung: 12. Oktober 2009 Verkäufe: + 1.507.500                                                             |
| 2005 | Eagles Asylum Records (WMG)                             | — | — | — | — | — | Erstveröffentlichung: 15. März 2005                                                                                      |
| 2013 | The Studio Albums 1972–1979 Asylum Records (WMG)        | — | — | — | — | — | Erstveröffentlichung: 29. Oktober 2013                                                                                   |
| 2017 | Their Greatest Hits: Volumes 1 & 2 Asylum Records (WMG) | — | — | CH61 (1 Wo.)CH | — | — | Erstveröffentlichung: 18. August 2017 enthält die Alben Their Greatest Hits (1971–1975) und Eagles Greatest Hits, Vol. 2 |

## Promoveröffentlichungen
Promo-Singles
| Jahr | Titel Musiklabel                                 | Anmerkungen                         |
| ---- | ------------------------------------------------ | ----------------------------------- |
| 2007 | How Long Long Road Out of Eden                   | Erstveröffentlichung: 2007          |
| 2008 | What Do I Do With My Heart Long Road Out of Eden | Erstveröffentlichung: 31. März 2008 |

## Statistik

### Chartauswertung
|                     | DE     | AT    | CH    | UK     | US     |
| ------------------- | ------ | ----- | ----- | ------ | ------ |
| Nummer-eins-Alben   | DE—DE  | AT—AT | CH—CH | UK1UK  | US6US  |
| Top-10-Alben        | DE3DE  | AT2AT | CH4CH | UK8UK  | US8US  |
| Alben in den Charts | DE12DE | AT4AT | CH9CH | UK15UK | US14US |

|                       | DE    | AT    | CH    | UK     | US     |
| --------------------- | ----- | ----- | ----- | ------ | ------ |
| Nummer-eins-Singles   | DE—DE | AT—AT | CH—CH | UK—UK  | US5US  |
| Top-10-Singles        | DE1DE | AT—AT | CH2CH | UK1UK  | US10US |
| Singles in den Charts | DE4DE | AT2AT | CH3CH | UK10UK | US22US |

|                          | DE    | AT    | CH    | UK    | US    |
| ------------------------ | ----- | ----- | ----- | ----- | ----- |
| Nummer-eins-Videoalben   | DE—DE | AT—AT | CH1CH | UK2UK | US—US |
| Top-10-Videoalben        | DE—DE | AT—AT | CH3CH | UK2UK | US—US |
| Videoalben in den Charts | DE—DE | AT—AT | CH3CH | UK2UK | US—US |

### Auszeichnungen für Musikverkäufe
| Land/RegionAuszeichnungen für Musikverkäufe (Land/Region, Auszeichnungen, Verkäufe, Quellen) | Silber       | Gold       | Platin         | Diamant       | Verkäufe    | Quellen                                                     |
| -------------------------------------------------------------------------------------------- | ------------ | ---------- | -------------- | ------------- | ----------- | ----------------------------------------------------------- |
| Argentinien (CAPIF)                                                                          | —            | —          | Platin1        | —             | 60.000      | capif.org.ar (Memento vom 31. Mai 2011 im Internet Archive) |
| Australien (ARIA)                                                                            | —            | —          | 83× Platin83   | —             | 5.820.000   | aria.com.au                                                 |
| Belgien (BRMA)                                                                               | —            | Gold1      | —              | —             | 15.000      | ultratop.be                                                 |
| Dänemark (IFPI)                                                                              | —            | Gold1      | 7× Platin7     | —             | 310.000     | ifpi.dk                                                     |
| Deutschland (BVMI)                                                                           | —            | 4× Gold4   | 2× Platin2     | —             | 1.175.000   | musikindustrie.de                                           |
| Europa (IFPI)                                                                                | —            | —          | 4× Platin4     | —             | (4.000.000) | ifpi.org (Memento vom 1. Januar 2014 im Internet Archive)   |
| Finnland (IFPI)                                                                              | —            | 3× Gold3   | Platin1        | —             | 124.749     | ifpi.fi                                                     |
| Frankreich (SNEP)                                                                            | Silber1      | 4× Gold4   | 3× Platin3     | Diamant1      | 1.640.000   | infodisc.fr snepmusique.com                                 |
| Hongkong (IFPI/HKRIA)                                                                        | —            | 2× Gold2   | 3× Platin3     | —             | 80.000      | ifpihk.org                                                  |
| Irland (IRMA)                                                                                | —            | —          | Platin1        | —             | 15.000      | irishcharts.ie                                              |
| Italien (FIMI)                                                                               | —            | 2× Gold2   | 2× Platin2     | —             | 150.000     | fimi.it                                                     |
| Japan (RIAJ)                                                                                 | —            | Gold1      | 3× Platin3     | —             | 600.000     | riaj.or.jp                                                  |
| Kanada (MC)                                                                                  | —            | —          | 20× Platin20   | 4× Diamant4   | 4.200.000   | musiccanada.com                                             |
| Mexiko (AMPROFON)                                                                            | —            | Gold1      | —              | —             | 100.000     | Einzelnachweise                                             |
| Neuseeland (RMNZ)                                                                            | —            | —          | 106× Platin106 | —             | 2.150.000   | aotearoamusiccharts.co.nz NZ2 NZ3                           |
| Niederlande (NVPI)                                                                           | —            | Gold1      | 5× Platin5     | —             | 470.000     | nvpi.nl                                                     |
| Norwegen (IFPI)                                                                              | —            | —          | 3× Platin3     | —             | 230.000     | ifpi.no (Memento vom 5. November 2012 im Internet Archive)  |
| Österreich (IFPI)                                                                            | —            | Gold1      | Platin1        | —             | 45.000      | ifpi.at                                                     |
| Polen (ZPAV)                                                                                 | —            | —          | Platin1        | —             | 20.000      | olis.pl                                                     |
| Portugal (AFP)                                                                               | Silber1      | —          | —              | —             | 2.000       | Einzelnachweise                                             |
| Russland (NFPF)                                                                              | —            | Gold1      | —              | —             | 10.000      | 2m-online.ru                                                |
| Schweden (IFPI)                                                                              | —            | 3× Gold3   | Platin1        | —             | 150.000     | sverigetopplistan.se                                        |
| Schweiz (IFPI)                                                                               | —            | 4× Gold4   | 4× Platin4     | —             | 340.000     | hitparade.ch                                                |
| Spanien (Promusicae)                                                                         | —            | 2× Gold2   | 6× Platin6     | —             | 620.000     | elportaldemusica.es ES2                                     |
| Vereinigte Staaten (RIAA)                                                                    | —            | 3× Gold3   | 100× Platin100 | 6× Diamant6   | 129.900.000 | riaa.com                                                    |
| Vereinigtes Königreich (BPI)                                                                 | 10× Silber10 | 5× Gold5   | 32× Platin32   | —             | 12.230.000  | bpi.co.uk                                                   |
| Insgesamt                                                                                    | 12× Silber12 | 39× Gold39 | 389× Platin389 | 11× Diamant11 |             |                                                             |